# Moraea monticola
Moraea monticola är en irisväxtart som beskrevs av Peter Goldblatt. Moraea monticola ingår i släktet Moraea och familjen irisväxter. Inga underarter finns listade i Catalogue of Life.